# Лауша (Подујево)
Лауша (алб. Llaushë) је насељено место у општини Подујево, Косово и Метохија, Република Србија.

## Демографија
| Демографија | Демографија | Демографија |
| Година      | Становника  | Становника  |
| ----------- | ----------- | ----------- |
| 1948.       | 575         |             |
| 1953.       | 640         |             |
| 1961.       | 769         |             |
| 1971.       | 914         |             |
| 1981.       | 793         |             |
| 1991.       | 741         |             |